# Mineralni Bani (municipi)
Mineralni Bani (búlgar Минерални бани), és un municipi del sud de Bulgària, a la regió de Khàskovo, el centre administratiu del qual és el poble de Mineralni Bani.

## Geografia
El municipi de Mineralni Bani es troba als Ròdopes orientals a 280 m sobre el nivell del mar i es troba a la part central més occidental de la regió de Khàskovo. El territori del municipi té 216,5 km² de superfície. El municipi està format per 12 assentaments. El 2005 hi havia censats 7726 habitants. Al cens de 2011, el municipi tenia 5.899 habitants, mentre que el propi poble tenia 1.157 habitants. El 2021 la xifra de residents a la municipalitat s'havia reduït a 5.520. L'àrea al voltant de Mineralni Bani consisteix principalment en terres agrícoles. Té una població força escassa, amb 31 habitants per quilòmetre quadrat.

### Punts de referència
El pic Mechkovets té 860 m d'alçada. Al sud-oest de Mechkovets hi ha el pic Irimyski de 724 m. El pic Kaloyanov es troba al sud del pic Mechkovets. En el passat, el pic Mechkovets es deia Aidaa (muntanya de l'espasa). Sortint del poble de Mineralni Bani cap al pic Mechkovets, la carretera passa per Avramov Kamak a la zona de Sarapanes (pedres de vinificació). A la dreta es veu el turó de Garvanitsa. A banda i banda d'aquest turó hi ha masses rocoses que semblen orelles de conill. Darrere hi ha el Turó Gran (557 m sobre el nivell del mar) i el Turó Petit (472 m sobre el nivell del mar). Al costat del refugi alpí hi ha una font, a sobre de la qual es poden veure unes interessants roques anomenades l'Esfinx i el gos cec. El refugi va ser antigament una capella. A l'oest es troba la zona "Pozharishteto" amb la famosa Momina skala. Després d'aquesta zona hi ha el pou de Tanti, una creació de la natura al massís rocós. Immediatament al costat de la roca s'aixeca el mont Kaleto (757 m sobre el nivell del mar), sobre el qual hi ha una fortalesa tràcia. A l'oest del poble de Gorno Bryastovo hi ha la muntanya Sveta Gora - 533 m, i la muntanya Chala - 782 m.
També hom pot anar al pic Mechkovets des del poble de Gorno Bryastovo, passant pel gran roure, Kameniya kladenets, les localitats de Karadjovitsa i Maranitsa. Continuant cap al pic Mechkovets, es passa per Mandra Cheshma i Dilyankina Cheshma.
A la part sud de la carena Mechkovets, hi ha un interessant formació rocosa. Sembla un castell medieval amb torres fortes i estables. Hi ha restes d'un antic assentament traci. A les roques veïnes es poden veure nínxols de culte trapezoïdals. La més destacada és la roca Zaeka. Altres roques es poden comparar amb àguiles, gossos i figures humanes.
En pujar al poble de Mechkovets, es revela un panorama enorme: els contorns de Khàskovo i Dimitrovgrad. Al sud hi ha la presa de Trakiets. Una cadena dels Ròdopes orientals s'alça per sobre de la presa. En un vessant enfront del poble de Trakiets, prop de la presa, es pot veure la cúpula de Teketo, construïda a la segona meitat del segle XV. (1478). Teketo és el mausoleu de la tomba d'Osman Baba, que era el líder de la Jamaat (secta espiritual musulmana).
Al sud de la muntanya Mechkovets hi ha la Roca Negra i la Muntanya Kupena, sobre les quals s'alça la roca Kalpak Kaya com un barret. A mitja hora amb cotxe del mont Kupena hi ha Probitiiti kamak, i al nord hi ha Shilata, roques les vores de les quals s'eleven per sobre del terreny boscós circumdant.
Als anys 50 i 70 es van plantar boscos massius amb pi blanc i negre, que s'estan desenvolupant bé en aquest indret. Els boscos de la zona de Mineralni Bani són un gran actiu i defineixen l'ecologia de la zona, protegint-la dels torrents. Però amb els anys, van donar pas a la invasió de persones i es van convertir en camps i pastures.
A la zona de Mineralni Bani, s'han conservat les restes de l'antiga i medieval fortalesa "Sveti Duh" dels segles II - XIV.
Aquí també hi ha Angelov kamak, des d'on el voivoda Angel Kariotov va protegir la població búlgara amb la seva famosa precisió en el tir i la fe en la justícia.

### Clima
L'àrea forma part de la zona de clima boreal. La temperatura mitjana anual a la zona és de 13 °C. El mes més calorós és juliol, quan la temperatura mitjana és de 26 °C, i el més fred és gener, amb 0 °C. La precipitació mitjana anual és de 1.078 mil·límetres. El mes més plujós és gener, amb una mitjana de 150 mm de precipitació, i el més sec és l'agost, amb 31 mm de precipitació. La classificació climàtica de Koppen és Cfb (Temperatures mitjanes, humitat regular al llarg de l'any i estiu temperat).

### Ètnies
Al cens de 2011, la població de la comuna de Mineralni Bani era de 5.899 habitants. Ètnicament, la majoria dels residents (51,39%) eren turcs, amb minories de búlgars (39,15%) i gitanos (3,33%). L'ètnia és desconeguda per al 6,0% dels habitants.

### Religió
Segons el cens búlgar de 2011, la identificació religiosa entre els enquestats que van respondre, fou 52,7% amb l'Islam, 40,4 amb el Cristianisme ortodox, i les altres opcions, molt minoritàries.

### Poblacions de la municipalitat

Pobles de la Municipalitat de Mineralni Bani

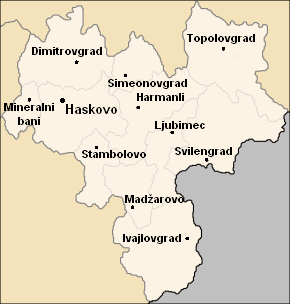
Noms en croat dels municipis de la regió de Khàskovo. Mineralni bani a l'oest del mapa.

| - Angel Vojvoda, А̀нгел войво̀да - Bojan Botevo, Боян Ботево - Brjastovo, Брястово - Karamantsi, Караманци | - Kolets, Колец - Mineralni Bani, Минерални бани - Sarnitsa, Сърнѝца - Sirakovo, Сираково | - Spatsjievo, Спахиево - Soesam, Сусам - Tatarevo, Татарево - Vinevo, Винево |